# ネルノダ
ネルノダは、ハウスウェルネスフーズが販売している機能性表示食品である。

## 概要
2019年3月4日より全国で発売されている機能性表示食品である。睡眠の質の向上に役立つ機能があることが報告されているGABAを配合しており、睡眠の質を向上を計りたい人向けに開発され、販売している。GABA100ミリグラムの他、ヒハツ抽出物15ミリグラムとショウガ抽出物4ミリグラムのスパイス抽出物を配合している。

## 商品一覧
- ネルノダ（しょうがオレンジ味、容量100ミリリットル）
  - 無果汁
- ネルノダ粒タイプ（1袋、10袋）

## コマーシャル
- 2019年3月29日より、遠藤憲一が出演しているネルノダのコマーシャルである「ネルノダ 遠藤憲一登場 スッキリした目覚め」篇と、「ネルノダ 遠藤憲一 眠りの深さ」篇が放映を開始した。ナレーションは日髙のり子が担当。CM放映にあたりオリジナルソング"ネルノダの歌"が制作された。元はRock-A-Bye-Babyというイギリスの子守唄で、CM用に作られた替え歌である。この楽曲には製品特徴を表現するために人をリラックスさせる効果があるという周波数"528 Hz"が使用されている[3]。